# Крістобаль Маркес Креспо
Крістобаль Маркес Креспо (ісп. Cristóbal Márquez Crespo, нар. 21 квітня 1984, Мадрид) — іспанський футболіст, півзахисник «Толедо».

## Ігрова кар'єра
У дорослому футболі дебютував 2003 року виступами за команду клубу «Леганес Б», в якій провів два сезони.
Своєю грою за цю команду привернув увагу представників тренерського штабу «Леванте», до складу якого приєднався 2005 року. Проте у клубі з Куенки заграти не зміг, тому виступав за дублюючу команду, а також на правах оренди за «Конкуенсе» та «Сан-Себастьян-де-лос-Реєс».
2008 року уклав контракт з «Вільярреалом», але перші два сезони грав у дублюючій команді. Більшість часу, проведеного у складі другої команди «Вільярреала», був основним гравцем команди.
2010 року був включений до основної команди «Вільярреала» і дебютував у Ла Лізі. Проте закріпитися у команді не зумів і на початку 2011 року був відданий в оренду до «Ельче».
По завершенню оренди, в липні 2011 року, перейшов у львівські «Карпати», але і в новому клубі не зміг стати основним гравцем, тому 28 січня 2012 року стало відомо, що гравець на пів року знову вирушає в оренду до «Ельче». Всього до кінця сезону встиг відіграти за клуб з Ельче 8 матчів в Сегунді і забив в них 2 голи.
Після повернення з оренди до Львова керівництво «левів» запропонувало гравцеві переглянути контракт і підписати новий на гірших умовах, на що Крістобаль не погодився. Що і стало причиною того, що далі гравець за клуб не виступав, хоча залишався на контракті. 17 липня 2013 року палата з вирішення спорів ФФУ задовольнила позов гравця до клубу і зобов'язала клуб виплатити Крістобалю 594 тис. євро, а також надала йому статус «вільного агента». 
З липня і до кінця 2013 року виступав за новозеландський «Окленд Сіті». У січні 2014 року перейшов у грецький «Олімпіакос» з Волосу., але провівши всього 5 ігор, в кінці сезону покинув клуб. 
В січні 2015 року підписав річний контракт з можливістю продовження з індонезійським клубом «Мітра Кукарі» зі Східного Калімантану, проте вже в серпні повернувся на батьківщину, ставши гравцем «Толедо», що виступало у Сегунді Б, третьому за рівнем дивізіоні Іспанії.